# قائمة قرارات مجلس الأمن التابع للأمم المتحدة بشأن نزاع مرتفعات قره باغ
صدرت أربعة قرارات من مجلس الأمن التابع للأمم المتحدة خلال نزاع ناغورني كاراباخ. ولم تستشهد هذه القرارات بالفصل السابع من ميثاق الأمم المتحدة.
| الرقم | الهدف | التاريخ        | الروابط |
| ----- | --- | -------------- | ------- |
| 822   | يدعو إلى وقف الأعمال العدائية وانسحاب جميع قوات الاحتلال من منطقة كلبجر وغيرها من المناطق المحتلة حديثاً في جمهورية أذربيجان. ويعرب عن دعمه لعملية السلام التي يجب متابعتها في إطار مؤتمر الأمن والتعاون في أوروبا. | 30 أبريل 1993  | 822     |
| 853   | يطالب بالوقف الفوري لجميع الأعمال العدائية؛ يدعو إلى انسحاب قوات الاحتلال من منطقة أغدام وغيرها من المناطق المحتلة مؤخرًا في جمهورية أذربيجان، ويعيد تأكيد قرار الأمم المتحدة رقم 822. يؤيد الجهود المستمرة التي تبذلها مجموعة مينسك المنبثقة عن مؤتمر الأمن والتعاون في أوروبا لتحقيق حل سلمي للنزاع. | 29 يوليو 1993  | 853     |
| 874   | يدعو إلى الحفاظ على وقف إطلاق النار ووقف الأعمال العدائية وانسحاب القوات من المناطق المحتلة حديثًا في جمهورية أذربيجان، ويؤكد قراري الأمم المتحدة 822 و 853. يكرر مرة أخرى دعمه الكامل لعملية السلام الجارية في إطار مؤتمر الأمن والتعاون في أوروبا . | 14 أكتوبر 1993 | 874     |
| 884   | يدين الانتهاكات الأخيرة لوقف إطلاق النار بين الطرفين، والتي أدت إلى استئناف الأعمال العدائية. يدعو حكومة أرمينيا إلى استخدام نفوذها لتحقيق امتثال أرمن منطقة مرتفعات قره باغ بجمهورية أذربيجان للقرارات 822 و853 و874؛ مطالبة الأطراف المعنية بالوقف الفوري للأعمال العدائية المسلحة؛ ويدعو إلى "انسحاب قوات الاحتلال" من منطقة زانجيلان ومدينة غوراديز ويؤكد قرارات الأمم المتحدة 822 و 853 و 874. يحث بقوة الأطراف المعنية على مواصلة السعي للتوصل إلى تسوية تفاوضية للنزاع في سياق عملية مينسك التي يقوم بها مؤتمر الأمن والتعاون في أوروبا. | 12 نوفمبر 1993 | 884     |

## إنظر أيضا
• حرب قرة باغ الأولى
 • قرار الجمعية العامة للأمم المتحدة 62/243